# Glandularia hookeriana
Glandularia hookeriana là một loài thực vật có hoa trong họ Cỏ roi ngựa. Loài này được Covas & Schnack mô tả khoa học đầu tiên năm 1945.